# クメン
クメン (cumene) は炭化水素に分類される芳香族化合物の一種である。ベンゼンの水素原子の一つがイソプロピル基に置換した構造を持つ。クメンは慣用名であり、 クミン酸 (cuminic acid、4-イソプロピル安息香酸) に由来する。IUPAC命名法でその構造は （1-メチルエチル）ベンゼン などと表される。消防法による第4類危険物 第2石油類に該当する。

## 性質
特異臭を持つ無色透明の液体。引火点は31℃のため引火しやすい。空気中で酸化されて爆発性の過酸化物を生じやすく、酸や強力な酸化剤と激しく反応する。また、皮膚への刺激性が強いため取り扱いには注意が必要である。

## 合成法
ベンゼンとプロペンを酸触媒下に縮合させることによって合成する（フリーデル・クラフツ反応）。上記のように、空気酸化により簡単にクメンヒドロペルオキシド(cumene hydroperoxide、C6H5C(CH3)2OOH) に変わることから、クメン法によるフェノールおよびアセトンの工業的合成法の中間体として重要である。